# Guzmán (Panama)
Guzmán è un comune (corregimiento) della Repubblica di Panama situato nel distretto di Natá, provincia di Coclé. Si estende su una superficie di 66,1 km² e conta una popolazione di 943 abitanti (censimento 2010).